# Feralpisalò 2016-2017
Questa voce raccoglie le informazioni riguardanti la Feralpisalò nelle competizioni ufficiali della stagione 2016-2017.

## Stagione
Nella stagione 2016-2017 i Leoni del Garda partecipano alla Coppa Italia Nazionale, uscendo subito nl primo turno per mano della Reggiana. In campionato si sono classificati all'ottavo posto nel girone B della Lega Pro con 53 punti, qualificandosi alla prima fase dei Play-off, dove sono stati poi eliminati ancora una volta dalla Reggiana (2-2) in casa degli emiliani, meglio piazzati in campionato. Sulla panchina salodiana il tecnico Antonino Asta per buona parte della stagione, fino ad inizio febbraio, poi rilevato dal ritorno a Salò di Michele Serena. In Coppa Italia di Lega Pro i verdeblù vengono eliminati (3-1) nei sedicesimi di finale dal Pontedera.

## Divise e sponsor
Lo sponsor tecnico per la stagione 2016-2017 è Erreà mentre i principali sponsor ufficiali sono Feralpi Siderurgica, Las Vegas by PlayPark, Fonte Tavina, UNICOM, Isoclima.
| Casa | Trasferta | Terza Divisa |

## Rosa
Di seguito la rosa tratta dal sito internet ufficiale della società.
| N. |                    | Ruolo | Calciatore            |
| -- | ------------------ | ----- | --------------------- |
| 1  | Italia (bandiera)  | P     | Nicholas Caglioni     |
| 2  | Italia (bandiera)  | D     | Antonio Aquilanti     |
| 3  | Italia (bandiera)  | D     | Luca Ruffini          |
| 4  | Italia (bandiera)  | C     | Lorenzo Staiti        |
| 5  | Italia (bandiera)  | D     | Daniele Liotti        |
| 5  | Italia (bandiera)  | C     | Guido Davì            |
| 6  | Italia (bandiera)  | D     | Alessandro Ranellucci |
| 7  | Italia (bandiera)  | C     | Andrea Settembrini    |
| 8  | Italia (bandiera)  | C     | Federico Maracchi     |
| 9  | Italia (bandiera)  | A     | Niccolò Romero        |
| 10 | Italia (bandiera)  | C     | Andrea Bracaletti     |
| 11 | Italia (bandiera)  | A     | Giulio Bizzotto       |
| 11 | Uruguay (bandiera) | A     | Juan Surraco          |
| 12 | Italia (bandiera)  | P     | Alessandro Livieri    |
| 13 | Italia (bandiera)  | D     | Nicholas Allievi      |

| N. |                               | Ruolo | Calciatore          |
| -- | ----------------------------- | ----- | ------------------- |
| 14 | Bolivia (bandiera)            | C     | Sebastián Gamarra   |
| 15 | Italia (bandiera)             | D     | Guido Turano        |
| 16 | Italia (bandiera)             | D     | Giuseppe Boldini    |
| 17 | Italia (bandiera)             | A     | Simone Guerra       |
| 18 | Italia (bandiera)             | C     | Nicola Luche        |
| 19 | Italia (bandiera)             | D     | Roberto Codromaz    |
| 20 | Italia (bandiera)             | A     | Federico Gerardi    |
| 21 | Italia (bandiera)             | D     | Riccardo Tantardini |
| 22 | Italia (bandiera)             | P     | Enrico Romeda       |
| 23 | Italia (bandiera)             | C     | Luca Parodi         |
| 24 | Macedonia del Nord (bandiera) | C     | Medin Murati        |
| 25 | Italia (bandiera)             | D     | Davide Daeder       |
| 26 | Italia (bandiera)             | D     | Giacomo Gambaretti  |
| 37 | Italia (bandiera)             | A     | Lorenzo Tassi       |
| 37 | Italia (bandiera)             | A     | Andrea Ferretti     |

## Organigramma societario
Area direttiva
- Presidente: Giuseppe Pasini
- Vicepresidenti: Giovanni Goffi e Dino Capitanio

Area organizzativa
- Direttore sportivo: Eugenio Olli
- Team manager: Silvano Panelli

Area tecnica
- Allenatore: Antonino Asta (1ª-24ª), Michele Serena (25ª-38ª e play-off)
- Allenatore in seconda: Giovanni Zichella
- Preparatore atletico: Daniel Perazzolo
- Preparatore atletico e Addetto recupero infortunati: Marco Barbieri
- Preparatore dei portieri: Flavio Rivetti

Area sanitaria
- Responsabile sanitario: Alberto Gheza
- Medico addetto prima squadra: Achille Lazzaroni
- Fisioterapisti: Luciano Bonici, Gabriele Crescini

## Risultati

### Lega Pro

#### Girone di andata
| Arbitro: | Chindemi (Viterbo) |

|                                        |           |                       |
| G. Rossi 3’ Valentini 41’ E. Gatto 53’ | Marcatori | 65’ (rig.) Bracaletti |

| Arbitro: | Mastrodonato (Molfetta) |

|            |           |  |
| Romero 68’ | Marcatori |  |

| Arbitro: | G. Ayroldi (Molfetta) |

|             |           |                            |
| Gliozzi 59’ | Marcatori | 74’ Ranellucci 81’ Gerardi |

| Arbitro: | Meleleo (Casarano) |

|                      |           |                               |
| Guerra 44’ Luche 73’ | Marcatori | 26’ Sorbo 55’ (aut.) Codromaz |

| Arbitro: | Bertani (Pisa) |

|  |           |               |
|  | Marcatori | 36’ Valagussa |

| Arbitro: | Paterna (Teramo) |

|            |           |                           |
| Bandini 1’ | Marcatori | 20’ Guerra 88’ Ranellucci |

| Arbitro: | Lorenzin (Castelfranco Veneto) |

|                                                                   |           |  |
| Gambaretti 13’ Guerra 28’, 81’ Baschirotto 68’ (aut.) Gerardi 75’ | Marcatori |  |

| Arbitro: | Fiorini (Frosinone) |

|             |           |                              |
| Scavone 44’ | Marcatori | 36’ Gerardi 45+2’ Gambaretti |

| Arbitro: | Boggi (Salerno) |

|                             |           |                      |
| Mastroianni 17’ Gavazzi 63’ | Marcatori | 7’ Guerra 72’ Romero |

| Salò 22 ottobre 2016 10ª giornata | Feralpisalò    | 0 – 0 | Fano | Stadio Lino Turina\| Arbitro: \| Carella (Bari) \| |
| Arbitro:                          | Carella (Bari) |       |      |                                                    |

| Arbitro: | Ranaldi (Tivoli) |

|                       |           |  |
| L. Mancuso 64’ (rig.) | Marcatori |  |

| Arbitro: | Pietropaolo (Modena) |

|                            |           |  |
| Gerardi 54’ Bracaletti 86’ | Marcatori |  |

| Arbitro: | Andreini (Forlì) |

|                             |           |             |
| A. Favalli 78’ Alfageme 82’ | Marcatori | 58’ Gerardi |

| Arbitro: | Mastrodonato (Molfetta) |

|  |           |            |
|  | Marcatori | 77’ Modolo |

| Arbitro: | Zingarelli (Siena) |

|              |           |                            |
| Crialese 13’ | Marcatori | 21’ Gerardi 81’ Ranellucci |

| Salò 4 dicembre 2016 16ª giornata | Feralpisalò     | 0 – 0 | Ancona | Stadio Lino Turina\| Arbitro: \| Di Gioia (Nola) \| |
| Arbitro:                          | Di Gioia (Nola) |       |        |                                                     |

| Arbitro: | Dionisi (L'Aquila) |

|              |           |  |
| Cesarini 47’ | Marcatori |  |

| Arbitro: | Pillitteri (Palermo) |

|  |           |                      |
|  | Marcatori | 38’ (rig.), 84’ Arma |

| Arbitro: | Fiorini (Frosinone) |

|                              |           |                                 |
| Di Paolantonio 25’ Croce 93’ | Marcatori | 3’ Ranellucci 33’ (rig.) Guerra |

#### Girone di ritorno
| Arbitro: | Annaloro (Collegno) |

|                       |           |  |
| Gerardi 8’ Guerra 34’ | Marcatori |  |

| Arbitro: | Piscopo (Imperia) |

|                                 |           |              |
| Popescu 16’, 88’ Basso 60’, 94’ | Marcatori | 22’ Maracchi |

| Arbitro: | Pashuku (Albano Laziale) |

|                |           |  |
| Gambaretti 29’ | Marcatori |  |

| Arbitro: | Robilotta (Sala Consilina) |

|  |           |             |
|  | Marcatori | 43’ Surraco |

| Arbitro: | Capone (Palermo) |

|                                                 |           |            |
| D. Ferretti 12’ Ferri Marini 30’ Candellone 89’ | Marcatori | 61’ Guerra |

| Arbitro: | Capraro (Cassino) |

|  |           |            |
|  | Marcatori | 33’ Guazzo |

| Arbitro: | D'Ascanio (Ancona) |

|  |           |                           |
|  | Marcatori | 77’ Luche 79’ Settembrini |

| Arbitro: | D'Apice (Arezzo) |

|  |           |           |
|  | Marcatori | 8’ Calaiò |

| Arbitro: | Cipriani (Empoli) |

|                |           |  |
| Settembrini 1’ | Marcatori |  |

| Arbitro: | Chindemi (Viterbo) |

|                                        |           |           |
| Gualdi 16’ Germinale 37’ Schiavini 92’ | Marcatori | 93’ Luche |

| Arbitro: | Guccini (Albano Laziale) |

|            |           |                |
| Guerra 69’ | Marcatori | 78’ L. Mancuso |

| Arbitro: | Giua (Pisa) |

|                        |           |  |
| Quadri 20’, 41’ (rig.) | Marcatori |  |

| Arbitro: | Piscopo (Imperia) |

|                    |           |              |
| Bracaletti 7’, 34’ | Marcatori | 67’ Altinier |

| Arbitro: | Pagliardini (Arezzo) |

|                      |           |  |
| N. Ferrari 9’ (rig.) | Marcatori |  |

| Arbitro: | Meleleo (Casarano) |

|                                     |           |  |
| Tassi 13’ Guerra 25’ Bracaletti 50’ | Marcatori |  |

| Arbitro: | Lorenzin (Castelfranco Veneto) |

|             |           |               |
| Momentè 93’ | Marcatori | 45+1’ Gerardi |

| Arbitro: | Raciti (Acireale) |

|                                  |           |                                               |
| Guerra 4’, 85’, 90’ Ferretti 80’ | Marcatori | 2’, 39’ Guidone 8’ (rig.) Cesarini 63’ Rozzio |

| Arbitro: | Strippoli (Bari) |

|             |           |                           |
| Padovan 91’ | Marcatori | 46’ Ferretti 51’ Codromaz |

| Arbitro: | Volpi (Arezzo) |

|  |           |            |
|  | Marcatori | 60’ Spighi |

#### Play off
| Arbitro: | Fourneau (Roma) |

|                      |           |                  |
| Bovo 16’ Carlini 75’ | Marcatori | 4’, 30’ Ferretti |

### Coppa Italia

#### Primo turno
| Arbitro: | Amabile (Vicenza) |

|                                  |           |                                         |
| Bracaletti 38’ (rig.) Romero 89’ | Marcatori | 36’ (rig.) Marchi 77’ Nolé 100’ Guidone |

### Coppa Italia Lega Pro

#### Sedicesimi di finale
| Arbitro: | Cudini (Fermo) |

|                                           |           |          |
| Della Latta 28’ Risaliti 44’ Di Santo 71’ | Marcatori | 21’ Davi |